# Evelyn de Rothschild
Sir Evelyn Robert Adrian de Rothschild (Westminster, 29 agosto 1931 – Londra, 8 novembre 2022) è stato un imprenditore, filantropo e mecenate britannico, membro della famiglia Rothschild.

## Biografia

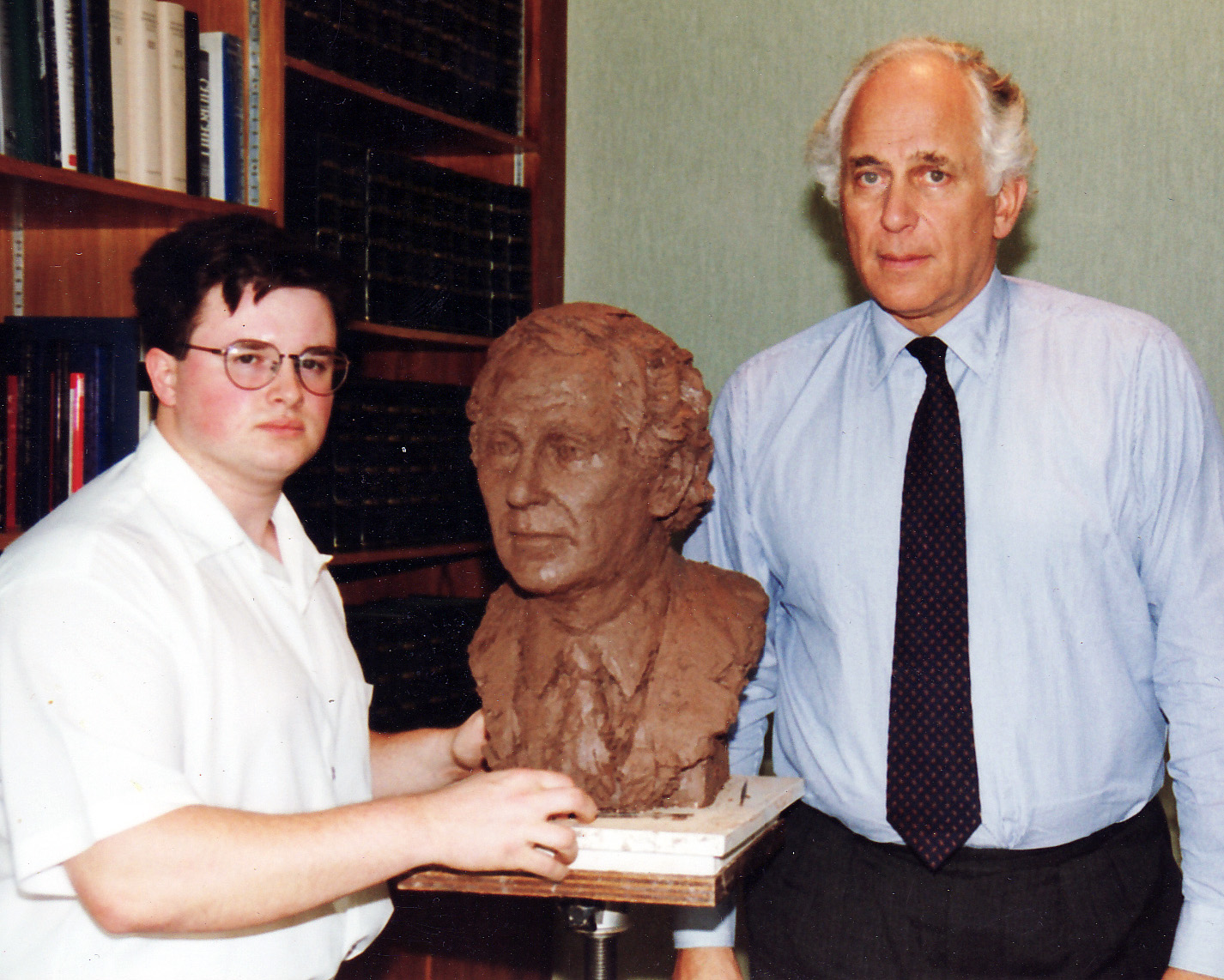
Evelyn de Rothschild con il creatore di una sua scultura

Evelyn nacque a Westminster, un quartiere di Londra, il 29 agosto 1931 da Anthony Gustav Rothschild (1887-1961) e Yvonne Lydia Louise Cahen d'Anvers (1899-1977). Di origine ebrea, il nome "Evelyn" gli venne dato in onore di suo zio Evelyn Achille Rothschild, ucciso in azione durante la prima guerra mondiale. Durante la seconda guerra mondiale trascorse il suo tempo negli Stati Uniti. Ritornato in patria, studiò alla Harrow School, poi storia al Trinity College, ma abbandonò gli studi prima di conseguire una laurea.
Evelyn divenne uno degli scapoli più idonei d'Inghilterra, trascorrendo la sua giovinezza viaggiando, socializzando, guidando auto sportive esotiche, godendosi corse di cavalli purosangue e giocando a polo. All'età di 26 anni entrò nella banca Rothschild & Sons per essere formato negli affari di famiglia. Nel 1955 suo padre dovette ritirarsi dalla carica di amministratore delegato a causa di una malattia e suo cugino, Victor Rothschild, assunse la carica di presidente.

### Carriera
Nel 1976 assunse la carica di AD della banca nel 1982 diventò presidente della Rothschilds Continuation Holdings AG, la società di coordinamento del gruppo di merchant banking. Nel 1994 divenne co-presidente della Rothschild Bank AG, con sede a Zurigo, e rimase in carica fino al 2003, quando supervisionò la fusione della casata francese con quella inglese. Nello stesso anno Fondò con la terza moglie Lynn Forester una holding, la EL Rothschild, per gestire i propri investimenti in The Economist e varie imprese in India.
Nel corso della sua carriera, Evelyn Rothschild è stato attivamente coinvolta in numerose altre organizzazioni del settore pubblico e privato, ricoprendo le seguenti posizioni aziendali:
- Presidente - The Economist (1972–1989)
- Presidente - British Merchant Banking & Securities House Association (1985–1989)
- Vicepresidente - Milton Keynes Development Corporation (1971–1984)
- Presidente - United Racecourses (1977–1994)
- Direttore - De Beers (1977–1994)
- Direttore - IBM (United Kingdom Holdings Limited) (1972–1995)

Evelyn Rothschild è stato anche direttore dei giornali di Max Aitken, I barone di Beaverbrook e ha servito per un certo periodo come direttore del The Daily Telegraph di Conrad Black.

### Attività filantropiche
Nel 1967 creò la Fondazione Eranda per sostenere il benessere sociale e promuovere le arti, la ricerca medica e l'istruzione.
Sir Evelyn fu consulente finanziario della regina Elisabetta II e Governatore della London School of Economics and Political Science, nonché attivo mecenate delle arti e sostenitore di numerosi enti di beneficenza. Servì come Presidente della Delegacy of St Mary's Hospital Medical School dal 1977 al 1988. Fu membro del Council of the Royal Academy of Dramatic Art, amministratore fiduciario del Globe Trust e nel 1998 venne nominato Presidente del Princess Royal Trust for Carers. Sir Evelyn fi il presidente fondatore nel 1990 dell'Associazione europea per la storia bancaria e finanziaria a Francoforte, in Germania, posizione che ricoprì fino al suo ritiro nel 2004. Inoltre, fu membro del consiglio di Snowdon Trust, fondato da Antony Armstrong-Jones, I conte di Snowdon, che fornisce borse di studio per studenti con disabilità.

## Vita privata
Nel 1966, Evelyn Rothschild sposò Jeannette Bishop, nipote di Sir Stanley Hooker, l'ingegnere dei motori a reazione. Il matrimonio terminò con un divorzio nel 1971. Jeanette Bishop morì intorno alla fine del 1980 all'età di 41 anni insieme all'ex cuoca della famiglia e interprete Gabriella Guerin presumibilmente uccise. Il caso di cronaca nera è conosciuto come il "Giallo dei Sibillini".
Si sposò una seconda volta nel 1973 con Victoria Lou Schott (1949-2021), figlia del promotore immobiliare della Florida Lewis Schott  e di Marcia Whitney. Il matrimonio, conclusosi con un divorzio nel 2000, produsse tre figli:
- Jessica Rothschild (5 giugno 1974) - regista teatrale britannica. Sposò il regista britannico-americano Sacha Gervasi nel 2010
- Anthony James Rothschild (30 gennaio 1977) - sposò la modella e conduttrice televisiva britannica di origine danese Tania Strecker nel 2006.[9]
- David Mayer Rothschild (25 agosto 1978).

Il 30 novembre 2000, Evelyn sposò l'avvocata e imprenditrice statunitense Lynn Forester, che era il capo dell'impresa di banda larga wireless, con sede in Lussemburgo, FirstMark Communications Europe. Dalla terza moglie ebbe due figli, Benjamin Forester Stein (1985) e John Forester Stein (1988). All'annuncio del matrimonio, la coppia de Rothschild è stata invitata a trascorrere la luna di miele alla Casa Bianca, dove decisero di rimanere una notte. Le case della famiglia di sir Evelyn includevano Ascott House, una tenuta di campagna di proprietà del National Trust nel Buckinghamshire, a circa 74 chilometri a nord di Londra. Sir Evelyn fu nominato Cavaliere Bachelor nel 1989.